# Calling Time
Calling Time is een studioalbum van de Zweedse producer Basshunter. Het album werd uitgebracht op 13 mei 2013 door Gallo Record Company.
Het album, met onder meer de singles "Saturday", "Fest i hela huset", "Northern Light", "Dream on the Dancefloor", "Crash & Burn" en "Calling Time", bereikte de 25 positie in Amerikaanse lijst Dance/Electronic Albums.

## Tracklist
| Nr.          | Titel                                      | Duur |
| ------------ | ------------------------------------------ | ---- |
| 1            | "Saturday"                                 | 3:00 |
| 2            | "Dream on the Dancefloor"                  | 3:12 |
| 3            | "Crash & Burn"                             | 3:08 |
| 4            | "Wake Up Beside Me" [feat. Dulce María]    | 2:41 |
| 5            | "Calling Time"                             | 3:07 |
| 6            | "Far Away"                                 | 3:42 |
| 7            | "I've Got You Now"                         | 3:10 |
| 8            | "You're Not Alone"                         | 2:57 |
| 9            | "Rise My Love"                             | 2:33 |
| 10           | "Pitchy"                                   | 2:15 |
| 11           | "I Came Here to Party"                     | 2:48 |
| 12           | "Dirty" [feat. Sandra]                     | 2:53 |
| 13           | "Lawnmover to Music"                       | 4:21 |
| 14           | "Fest i hela huset"                        | 2:50 |
| 15           | "Northern Light"                           | 2:49 |
| Bonus tracks |                                            |      |
| 15           | "Far Away" [Josh's Big Room Remix]         | 4:55 |
| 16           | "Dream on the Dancefloor" [Rude Dog Remix] | 5:10 |
| 17           | "Northern Light" [Candlelight Version]     | 3:09 |